# Synaptomys borealis
Synaptomys borealis (північний болотяний лемінг) — невеликий північноамериканський лемінг. Це один із двох видів роду Synaptomys.

## Морфологічна характеристика
Вид досягає загальної довжини від 102 до 150 мм, включаючи хвіст від 15 до 30 мм. Має задні лапи довжиною від 14 до 22 мм і вуха довжиною 11–15 мм, які чітко стирчать із хутра. Вага коливається від 21,7 до 48,0 г. Грубе хутро зверху від сіро-коричневого до каштаново-коричневого, а низ укритий світло-сірим хутром. Крім того, короткий хвіст коричневий зверху і білий знизу. Самці можуть мати невелику білу пляму з боків тіла, яка позначає залозу. Біля основи вух є світло-оранжево-коричневі плями.
У самиць дві пари сосків на грудях і дві пари сосків у паху. Навпаки, південний болотяний лемінг має лише три пари сосків. Іншою характеристикою північних видів є сильно нахилені всередину зовнішні краї верхніх молярів і аналогічно нахилені внутрішні краї нижніх молярів. Трикутні горбики на нижніх молярах відсутні.

## Поширення
Ареал північного болотяного лемінга поширюється на великі частини Канади та Аляски, за винятком північної тундри та Ньюфаундленду. На півдні вид досягає північних районів окремих штатів США. Віддає перевагу болотам, вкритим торф'яним мохом (Sphagnum), кислими травами (Cyperaceae) або солодкими травами. Північний болотний лемінг може адаптуватися до інших вологих місць проживання. Вид можна зустріти в горах на висоті до 2300 метрів.

## Спосіб життя
Цей болотяний лемінг може бути активним у будь-який час доби та року. Він створює стежки в шарі трави або використовує наявні стежки, створені іншими гризунами. Гніздо складається з переплетених трав і листя. Він ховається в мілководній рослинності або в підземних норах, які взимку лежать на снігу. Підземні притулки викопують самі або захоплюють інші тварини.
В їжу приймаються солодкі, кислі трави, види роду ломикаменю (Saxifraga) і перстачу (Potentilla). Ймовірно, він також споживає вид лаврової троянди (Kalmia), який є отруйним для інших хребетних. Іноді їсть малих молюсків, наприклад равликів. Самиці мають кілька виводків у період з травня по початок вересня. Після передбачуваної вагітності, яка триває три тижні, народжується від 2 до 9 дитинчат, зазвичай 4 або 5. Статева зрілість настає через 5–6 тижнів.
Цей вид є важливою здобиччю для кількох хижих птахів, куниць і лисиць.